# 여수중학교
여수중학교(麗水中學校)는 대한민국 전라남도 여수시 공화동에 있는 공립 중학교이다.

## 학교 연혁
- 1946년 2월 10일 : 여수공립중학교(6년제 2학급) 개교
- 1946년 11월 8일 : 여수공립고등중학교(6년제 18학급) 인가 (초대 오두영 교장 부임)
- 1951년 8월 31일 : 학제변경에 따라 3년제 여수중학교로 교명 개칭
- 2024년 3월 1일 : 제30대 신은호 교장 부임
- 2025년 2월 7일 : 제75회 107명 졸업(총 졸업생수 28,357명)

## 참고 자료
- 여수중학교 - 한국교육학술정보원 학교알리미